# Бёме, Ганс-Иоахим
Ганс-Иоахим Бёме (нем. Hans-Joachim Böhme; 10 января 1909, Магдебург, Германская империя — 31 мая 1968, Карлсруэ, ФРГ) — штандартенфюрер СС, командир айнзацгруппы «Тильзит», руководитель айнзацкоманды 3, входившей в состав айнзацгруппы A, командир полиции безопасности и СД в Литве.

## Биография
Ганс-Иоахим Бёме родился 10 января 1909 года в семье директора средней школы. С 1928 года изучал право в университетах Галле и Ростока. В феврале 1932 года сдал первый государственный экзамен, в ноябре 1936 года — второй. 1 мая 1933 года вступил в НСДАП (билет № 2316680). 1 ноября того же года был зачислен в Общие СС. В 1937 году вышел из евангелической церкви. С 1938 по 1940 год служил в гестапо в Киле.
С октября 1940 года был начальником гестапо в Тильзите. Бёме принимал непосредственное участие в массовом убийстве  24 июня 1941 в городе Гаргждай, в результате которого было убито 201 человек. Впоследствии до октября 1941 года возглавлял айнзацгруппу «Тильзит», которая, по его словам, убила около 6000 человек на немецко-литовской границе. В октябре 1943 стал командиром полиции безопасности и СД в Ровно и впоследствии в Житомире. В мае 1944 года стал командиром айнзацкоманды 3 в составе айнзацгруппы A и командиром полиции безопасности и СД в Литве. В конце 1944 года был переведён в Берлин в Главное управление имперской безопасности.

### После войны
После окончания войны под видом сельскохозяйственного рабочего скрывался в Райнсторфе и выдал себя за бежавшего из плена солдата. С октября 1948 по 1951 год был налоговым консультантом в Карслруэ. В декабре 1950 года женился в Карлсруэ. С 1 января 1952 года работал юристом по экономическим вопросам в банке. 23 августа 1956 года Бёме был арестован. Сразу после ареста он хотел выпрыгнуть из окна коридора административного здания. Вместе с другими сотрудниками СД в качестве главного обвиняемого был привлечён к судебному процессу по делу айнзацгрупп в Ульме. В 1958 году был приговорён к 15 годам тюремного заключения за пособничество в убийстве 3907 человек. В мае 1968 года в связи с сердечным приступом он был освобождён и умер в конце того же месяца в одной из больниц Карлсруэ.